# 貧窮貴公子 (台灣電視劇)
《貧窮貴公子》（日語：山田太郎ものがたり），臺灣2001年偶像劇，改編自日本漫畫《貧窮貴公子》。由周渝民、伊能靜、高浩鈞、劉畊宏、柳翰雅、朱孝天主演。於2001年8月9日舉行媒體試片會，華視於2001年8月20日上檔。

## 播出時間

### 首播
| 頻道     | 所在地 | 播映日期       | 播出時間                   |
| -------- | ------ | -------------- | -------------------------- |
| 華視主頻 | 臺灣   | 2001年8月20日  | 每週一至週四 21:00 - 21:30 |
| 華視主頻 | 臺灣   | 2001年10月18日 | 每週一至週四 20:45 - 21:15 |
| 東風衛視 | 臺灣   | 2001年         |                            |

### 重播
| 頻道       | 所在地 | 播映日期 | 播出時間                   |
| ---------- | ------ | -------- | -------------------------- |
| 東森戲劇台 | 臺灣   | 2007年   | 每週一至週五 23:00 - 24:00 |
| 東森戲劇台 | 臺灣   | 2007年   | 每週一至週五 13:00 - 14:00 |

## 劇情概要
太郎（周渝民飾）是個超級優等生，而且長相好、體育萬能，是所有女生愛慕的完美男生，但在學校無所不能、一身高貴氣質的太郎，其實要操持一個極度貧窮的家，因為畫家老爸和夫（朱孝天飾）經常離家出走、人消失不見蹤影，只留下天真嬌氣、理財家務白痴的老媽綾子（伊能靜飾）和七個孩子，生為長男的太郎自然得擔起養家和照顧六個弟弟、妹妹的所有重任......

## 演員表

### 山田家
| 角色 | 演員   | 暱稱/職業/介紹 | 登場集數                                                 |
| 和夫 | 朱孝天 | 山田和夫，太郎的爸爸、和之、陽子的獨子，四處流浪的畫家。年約17歲時生下太郎，是個經常會消失不見的老爸。和夫高中三年級時在沖繩認識了綾子並且在一起。                               | 11-15, 31-33, 40-45                                      |
| 綾子 | 伊能靜 | 太郎的媽媽，來自家道中落的富裕家庭，年約37歲。個性天真善良，是個不善於管理金錢的老媽，因此時常做出讓太郎頭疼的事情。在沖繩時遇見了和夫並且在一起，交往之後沒多久綾子就懷了太郎。 | 2, 4-5, 11-19, 21, 23-24, 30-33, 35-38, 40-41, 45        |
| 太郎 | 周渝民 | 長子，年約18歲。山田太郎，城南大學經濟系學生。外表身形高貴、長相俊秀俊美，以至於太郎在學校很受女學生歡迎。太郎對於食物有著異常的執著，一看到食物會流露出渴求炙熱的眼光。         | 1-30, 33-45                                              |
| 次郎 | 歐定興 | 次子，太郎的弟弟，高中生。 | 2-6, 10-17, 19-21, 23-25, 27-28, 30, 33-34, 36-41, 43-45 |
| 三郎 | 劉亭萱 | 三子，太郎的弟弟。 | 2-6, 10-17, 19-21, 23-25, 27-28, 33, 35-41, 43-45        |
| 四妹 | 張榕容 | 長女，太郎的妹妹，14歲的國中生。非常崇拜御村，御村的未婚妻。 | 2-5, 10-21, 23-25, 27-28, 30, 33, 35-41, 43-45           |
| 五妹 | 楊雅筑 | 次女，太郎的妹妹。小學年級的資優生，就讀城南國小。 | 2-6, 10-17, 19-21, 23-25, 27-28, 30, 33, 35-41, 43-45    |
| 六妹 | 彭歆   | 三女，太郎的妹妹。 | 2-5, 10-17, 19-21, 23-25, 27-28, 33, 35-41, 43-45        |
| 七郎 | 陳界宇 | 四子，太郎的弟弟。 | 2-5, 10-17, 19-21, 23-25, 27-28, 33, 35-41, 43-45        |
| 和之 | 歐陽龍 | 山田和之，太郎的爺爺、和夫的爸爸，是位醫生，在沖繩開了間山田醫院。 | 31-36                                                    |
| 陽子 | 傅娟   | 太郎的奶奶、和夫的媽媽，是位醫生，陽子的夢想是要去非洲蓋醫院。 | 31-36                                                    |

### 御村家
| 角色   | 演員   | 暱稱/職業/介紹 | 登場集數                                                |
| 御村   | 高浩鈞 | 太郎的好友，18歲，第一個知道太郎真實家境的大學同班同學，家境很好。御村不喜歡被太郎稱為小村。御村生長在書香世家，琴棋書畫樣樣精通。四妹的未婚夫。 | 3-4, 8-10, 15-16, 18-23, 25-29, 33-34, 36, 38-41, 43-45 |
| 御村爺 | 巴戈   | 御村的爺爺，全名御村聖一，擅於寫一手好書法。四妹是御村爺爺夢寐以求的孫媳婦。                                                                     | 8-9, 18-19, 28                                          |
| 御村爸 | 大衛王 | 御村的爸爸 | 8                                                       |
| 御村媽 | 葛蕾   | 御村的媽媽 | 8-9, 18-19                                              |
| 太美   | 周渝民 | 御村家的新女傭也就是太郞。御村因原幫傭阿月家中有事，找太郎來家裡打工幫傭。                                                                       | 8-9                                                     |
| 小露   |        | 御村爺爺過世的老伴、御村的奶奶。 | 9                                                       |
| 御夏   | 周瑛琦 | 御村的姊姊，在紐約讀書。而後回國休假，拉著御村一起去騎馬。                                                                                       | 28-29                                                   |
| 御秋   | 楊琪   | 御村的姊姊，在紐約讀書。而後回國休假，拉著御村一起去騎馬。                                                                                       | 28-29 ,45                                               |

### 隆子家
| 角色 | 演員   | 暱稱/職業/介紹                                                               | 登場集數          |
| 隆子 | 柳翰雅 | 太郎的同學，一心想要飛上枝頭當鳳凰，愛慕太郎，但發現太郎真實家境後大為苦惱。 | 1-3, 12-14, 39-41 |
| 隆爸 | 劉爾金 | 隆子的爸爸                                                                   | 1-2, 14           |
| 隆媽 | 王月   | 隆子的媽媽                                                                   | 1-3, 14           |

### 杉浦家
| 角色   | 演員   | 暱稱/職業/介紹                                                             | 登場集數                             |
| 杉浦   | 劉畊宏 | 太郎的學長，年約23歲。家裡經營大規模超市。身材壯碩，愛慕太郎。             | 3-11, 16-18, 23-24, 34-38, 41-43, 45 |
| 美加   | 吳怡妮 | 杉浦的妹妹。愛慕太郎，高三生將準備考大學，而後考上城南大學成為太郎的學妹。 | 6-8, 10-11, 16-18, 35-38, 40, 43     |
| 杉浦媽 | 戈偉如 | 杉浦的媽媽                                                                 | 6-8, 10, 15-18, 35-38, 43            |
| 小杉浦 |        | 小時候的杉浦，不喜歡吃青椒。                                               | 7                                    |
| 小美加 |        | 小時候的美加，從小就常捉弄自己的哥哥。                                     | 7                                    |

### 田甜家
| 角色 | 演員   | 暱稱/職業/介紹                                                                                               | 登場集數 |
| 田甜 | 周蜀千 | 五妹的同班同學，城南國小小學生。與五妹一同入選全年級五年級，前五名資優生選拔。忌妒五妹，把五妹當作競爭對手。 | 23-24    |
| 田媽 | 楊麗音 | 田甜的媽媽，來參加田甜學校舉辦的「五年級資優學生表揚大會」。                                                 | 23-24    |
| 田爸 | 高明偉 | 田甜的爸爸，來參加田甜學校舉辦的「五年級資優學生表揚大會」。                                                 | 23-24    |

### 阿健家
| 角色 | 演員          | 暱稱/職業/介紹 | 登場集數     |
| 阿健 | 林佑威        | 跟太郎一起打過工的同事，太郎的死黨。在兒童劇團打工，在技術組負責雜物的工作。跟太郎一樣貧窮、一樣有弟妹要照顧，常常昏倒。 | 29-30, 44-45 |
| 阿雄 | 林家弘 (演員) | 阿健的弟弟。 | 30, 44-45    |
| 阿香 | 朱憲章        | 阿健的妹妹。 | 30, 44-45    |

### 城南大學學生
| 角色          | 演員           | 暱稱/職業/介紹                                                                                   | 登場集數                               |
| 太郎          | 周渝民         | 城南大學大學部經濟系學生，詳見山田家。                                                           | 城南大學大學部經濟系學生，詳見山田家。 |
| 隆子          | 柳翰雅         | 太郎的同學，詳見隆子家。                                                                         | 太郎的同學，詳見隆子家。               |
| 御村          | 高浩鈞         | 太郎的同班同學，詳見御村家。                                                                     | 太郎的同班同學，詳見御村家。           |
| 杉浦          | 劉畊宏         | 太郎的學長，詳見杉浦家。                                                                         | 太郎的學長，詳見杉浦家。               |
| 陵小路        | Dragon 5 - OAK | 隆子的學長，母親是法國貴族，家業是全校數一數二的。                                               | 2                                      |
| 中井          | 張碩芬         | 杉浦的同學。                                                                                     | 3-4, 6, 9-11                           |
| 大園          |                | 太郎的學姐。送給太郎衣服的學姐，因為衣服跟五妹的校服質料一樣。                                   | 5                                      |
| 小美          |                | 中井的同學，喜歡杉浦。                                                                           | 10-11                                  |
| 小麗          |                | 中井的同學                                                                                       | 10-11                                  |
| 美加          | 吳怡妮         | 太郎的學妹，詳見杉浦家。                                                                         | 16-17, 40                              |
| 小雨          | 許安安         | 小雨同學，不願意把愛犬小花交給永原教授。                                                         | 25                                     |
| 小雪          |                | 隆子、太郎的同學。                                                                               | 27-28, 40-41, 43                       |
| 小月          |                | 隆子、太郎的同學。                                                                               | 27-28, 40-41, 43                       |
| 小谷          | 徐曉晰         | 電影研究社社長，太郎的學姐。好有味食品集團的千金小姐。                                           | 27-28                                  |
| 阿美 （小美） | 何嘉文         | 美術社的成員，太郎的學妹，暗戀愛慕著太郎。出身名門世家，關谷集團總裁的千金。城南大學一年級學生。 | 38-41                                  |
| 小島          | 錢韋杉         | 美術社社長，小美的學姐。                                                                         | 38-40                                  |

### 城南大學教師
| 角色 | 演員   | 暱稱/職業/介紹 | 登場集數          |
| 鳥居 | 張清芳 | 鳥居老師，城南大學的講師。很關心太郞的老師，常把營養課用剩的蔬菜送給太郞。年約27歲，喜歡永原學長。                                           | 5-6, 24-26, 36-39 |
| 校長 | 陳麗華 | 城南大學的校長。 | 5-6               |
| 永原 | 苗子傑 | 永原教授，鳥居老師的學長，喜歡捉弄鳥居。城南大學教授、高科技農業研究所的所長。大崎在美國的大學學長。                                         | 24-26, 37         |
| 大崎 | 李傑聖 | 大崎老師。因為學校的鴻中老師生病，來了一位怪怪的代課導師。大崎是永原在美國的大學學弟，行爲有點娘娘腔。台灣種苗的小開，喜歡永原，是個被虐狂。 | 25-26             |

### 其他
| 角色     | 演員     | 暱稱/職業/介紹                                                                               | 登場集數   |
|          | Dak      | 太郎的學長。                                                                                 | 1          |
| 牛叔     | 廖嘉琛   | 市中心麵包店的老闆                                                                           | 9-10       |
| 瑪莉亞   | 恩琪     | 和夫的義大利籍情人，喜歡和夫為了和夫從義大利飛來                                             | 11-13      |
| 大熊     | 島木譲二 | 大熊先生，瑪莉亞的僕人。                                                                     | 11-13      |
| 阿寬     | 俞佑昇   | 高中棒球隊隊長，绫子外遇的對象。喜歡綾子，有著多愁善感的少男心。                             | 14-15      |
| 美穗     | 夏雨喬   | 高中生，阿寬學校棒球隊啦啦隊的成員。美穗一直都暗戀著阿寬。                                   | 14-15      |
| 靜香     | 侯怡君   | 太郎在杉浦家的超市打工時遇到的客人，是個普通的上班族小姐。                                   | 15-16      |
| 美瑤     | 尹馨     | 御村爺爺書法班的學生，愛慕御村。是位大小姐、富家女。                                         | 19-20      |
| 中山     | 馮翊綱   | 中山先生，美瑤的保鑣。                                                                       | 19-20      |
| 奈美     | 吳姵文   | 上原奈美。穿深藍色的制服、裙擺有白色線條，就讀聖克拉拉學校。百合的好友，上原集團總裁的女兒。 | 20-23      |
| 百合     | 陳立芹   | 奈美的好友，就讀聖克拉拉學校，欣賞鈴木老師。                                                 | 21-23      |
| 鈴木     | 聶雲     | 鈴木老師，奈美、百合的老師，聖克拉拉學校的老師。                                             | 21-23      |
|          | 藍鈞天   | 跟鈴木老師討貨的黑道流氓。                                                                   | 21         |
| 甯子     | 方馨     | 千金小姐，大山的未婚妻。甯子在馬場邀請御夏、御秋攜伴參加自己舉辦的私人派對。                 | 28-29      |
| 大山     | 林家佑   | 甯子的未婚夫，山陽電機總裁的次子。台大醫學院畢業，在台大醫院的腦科工作。                     | 28-29      |
| 導演     | 蕭言中   | 太郎、阿健打工的地方的導演，兒童劇團的導演。                                                 | 29-30      |
| 管家     | 張永正   | 管家爺爺，綾子家的管家。                                                                     | 30-33      |
| 綾路     | 蜆仔     | 高中生，愛慕綾子，想跟綾子結婚。                                                             | 30-32      |
| 木村阿姨 | 唐琪     | 太郎的鄰居。                                                                                 | 33, 36, 41 |
| 店長     | 張洛君   | 異裝酒吧的店長。                                                                             | 34         |
| 阿壽叔叔 |          | 郵差，送信到太郎家的郵差。                                                                   | 36         |
| 大島     | 郭世倫   | 阿美的保鑣。                                                                                 | 39         |
| 伊藤     | 溫昇豪   | 律師，伊藤法律事務所的負責人。受到和夫的委託而來到了太郎家。                                 | 39-40      |
| 中島     |          | 阿美的保鑣。                                                                                 | 40         |
| 有美     | 楊謹華   | 太郎、杉浦的駕駛老師，和夫的朋友。                                                           | 42-43      |
| 大龜     | 關德輝   | 房屋仲介                                                                                     | 45         |

### 友情客串
| 角色   | 演員                  | 暱稱/職業/介紹 | 登場集數 |
|        | Sunday Girls 全體成員 | 御村爺爺在書法展記者會遇到的女孩們，她們的老師是御村爺爺的門生、御村爺爺是她們的師祖。御村爺爺找她們來家裡讓御村指導書法。 | 9        |
| 服務生 | 江祖平                | 咖啡館服務生，對於御村點了菜單上的餐點全部各來一份感到訝異。                                                               | 16       |
| 小偷   | 馬國賢                | 闖空門的小偷，闖入太郎家的小偷。                                                                                           | 17       |

## 電視劇歌曲
| 曲別   | 歌名                                                                | 演唱者                         | 作詞                                          | 作曲                                          |
| 片頭曲 | I Want to Hold Your Hand                                            | Dragon 5                       | John Lennon、Paul Mccartney                   | John Lennon、Paul Mccartney                   |
| 片尾曲 | 你是我的幸福嗎                                                      | 伊能靜                         | 伊能靜                                        | 易齊                                          |
| 插曲   | money is nothing 演奏版 （太郎初登場之歌）                          |                                |                                               |                                               |
| 插曲   | Wherever You Go （隆子要飛上枝頭當鳳凰－隆子跟蹤太郎之歌）          | CoCo 李玟                      | Ric Wake                                      | Ric Wake                                      |
| 插曲   | Honesty （隆子發現太郎是窮光蛋之歌）                                | Billy Joel 比利·喬             | Billy Joel 比利·喬                            | Billy Joel 比利·喬                            |
| 插曲   | Can't Take My Eyes Off Of You （杉浦對太郎之歌）                    | Andy Williams 安迪·威廉斯      | 鮑勃·克魯                                     | 鮑伯·高迪歐                                   |
| 插曲   | Wind Beneath My Wings （謝謝你！哥－四妹感謝太郎之歌）              | 葛蕾蒂絲·奈特                  | Larry Henley                                  | Jeff Silbar                                   |
| 插曲   | There's A Hero （太郎加油－太郎當牛叔的樁腳之歌）                   | Billy Gilman 比利·吉爾曼       | Don Cook、John Jarvis                         | Don Cook、John Jarvis                         |
| 插曲   | Don't Give Up （衫浦的選擇－杉浦用盡全力的K書之歌）                 | Chicane Feat. Bryan Adams 奇肯 | Bryan Adams、Nicholas Bracegirdle、Ray Hedges | Bryan Adams、Nicholas Bracegirdle、Ray Hedges |
| 插曲   | Lean On Me （太郎對阿健友誼之歌）                                   | Bill Withers 比爾·威瑟斯       | Bill Withers 比爾·威瑟斯                      | Bill Withers 比爾·威瑟斯                      |
| 插曲   | Bridge Over Troubled Water （「御村！你真是好人」太郎感謝御村之歌） | Simon & Garfunkel 賽門與葛芬柯 | Paul Simon                                    | Paul Simon                                    |
| 插曲   | Money is nothing                                                    | Dragon 5                       | 許常德                                        | 花生隊長                                      |

## 幕後人員
- 原著著作：森永愛《貧窮貴公子》
- 製作協力：株式會社 角川書店、台灣東立出版社
- 監製：李泰臨
- 製作人：柴智屏、馮家瑞、吳志強
- 編審：楊士藩
- 編劇：馮家瑞、龔敏惠、楊惠文、陸麗容
- 導演：陳東漢、柳廣輝
- 統籌：王玫
- 策劃：陽佳玉、沈慧卿
- 總執行：劉閔慈、劉行
- 副導：吳莉萍、謝小芬、王傳仁、左培基
- 執行製作：李能謙、王傳仁
- 製作群：周厚光、陳文桂、趙淑萍、黎恩、陳武男、曹景翔、陳曉燕、蔡昕伶、黃曉鈴
- 道具：博麟、林益忠
- 攝影：光影紀事、天仁、陳政毅、李宜政、管建壯
- 燈光：程園昌、蕭志琦
- 剪輯：YOUNGiN CREATIVE
- 後製作：張玉玫
- 電腦動畫：深入科技
- 音樂：聲都錄音室-周宗崑
- 音效：嘉莉錄音工房-吳嘉莉、聲都錄音室-周宗崑
- 髮型設計：iN hair culture-Benny、王樹德
- 服裝造型：BLUE
- 梳化妝：蔡經國、常宗源、黃雪婷

## 拍攝場景
臺灣
- 國立中央大學（劇中的城南大學）
- 六福村主題遊樂園（太郎打工的地方）
- 菁桐太子賓館[12][13]（劇中太郎的家）
- KAYO惠陽超市（隆子媽搶購大拍賣的超市）
- 家樂福中壢店（杉浦家開的超市、太郎打工的地方）
- 玄門藝術中心（劇中御村的家）
- 小人國主題遊樂園（阿寬帶著太郞一家出外遊玩的地方）
- 善美的超市（杉浦家開的超市、太郎打工的地方）
- SHARE義大利咖啡館（靜香為了答謝太郎的幫助，請太郎吃飯的地方）
- 台北市政府警察局士林分局（杉浦被美加捉弄弄進了警察局）
- 漢諾威馬術俱樂部（御村的姊姊御夏、御秋回國休假，拉著御村一起去騎馬的地方）
- 紅造型（御夏、御秋帶太郎改造頭髮造型的地方）
- 小人國－法老王劇場（太郎、阿健打工的地方）
- 中壢雅典娜咖啡街（太郎、阿健、阿雄、阿香回家的路上）
- 台北敦化南路、市民大道口人行道－「時間斑馬線」紅綠燈（杉浦跟蹤太郎的路上）
- 怡仁醫院（杉浦受傷住院的醫院）

 日本
- 大宮醫院（劇中的山田醫院）
- NIRAI 思納（劇中綾子在沖繩的家）
- 萬座海濱度假飯店（綾子當和夫繪畫模特兒時的海邊）
- RESORT CLUB KOYO（劇中和夫、和之、陽子在沖縄的家）
- 東南植物樂園（綾子與管家爺爺商談事情的地方）

## 周邊商品

### 原聲帶
《貧窮貴公子》電視原聲帶由新力哥倫比亞音樂製作發行，片數為1CD、1VCD。台灣於2001年10月1日發行。
1. 太郎的祈禱（太郎的口白）
2. I Wanna Be Rich - Calloway
3. Wherever You Go - CoCo 李玟
4. Don't Give Up - Chicane feat. Bryan Adams 奇肯
5. WONDERWALL - Oasis 綠洲合唱團
6. 惹人憐愛的太郎
7. Can't Take My Eyes Off Of You - Andy Williams 安迪威廉斯
8. Shower Me With Your Love - Surface 表面合唱團
9. LOVE HURTS- Corey Hart 柯瑞哈特
10. Don't Walk Away - ELO 電光交響樂團
11. Lost In Emotion - Lisa Lisa & Cult Jam 麗莎麗莎與卡特傑姆
12. 我要麵包
13. There's A Hero - Billy Gilman 小比利
14. Wind Beneath My Wings - Gladys Knight
15. Lean On Me - Bill Withers 比爾威德斯
16. Bridge Over Troubled Water - Simon & Garfunkel 賽門與葛芬柯

### 寫真書
山田太郎之搶救貧窮—貧窮貴公子由台灣角川出版製作。台灣於2002年1月7日發行。本書特別收錄了《貧窮貴公子》的戲劇側拍，以及山田太郎的飾演者周渝民（仔仔）的個人寫真。

## 與原著差別
- 原著的故事場景是在高中，而在台版的改為大學。

## 相關
- 偶像剧进化史 台湾风pk日本流之《贫穷贵公子》 （页面存档备份，存于）
- 貧窮貴公子

## 外部連結
- 豆瓣电影上《貧窮貴公子》的資料 （简体中文）
- 时光网上《貧窮貴公子》的資料（简体中文）

## 作品的變遷
| 台灣 華視 每週一至週四 21:00 - 21:30 10月18日起，提前至 20:45 - 21:15 | 台灣 華視 每週一至週四 21:00 - 21:30 10月18日起，提前至 20:45 - 21:15 | 台灣 華視 每週一至週四 21:00 - 21:30 10月18日起，提前至 20:45 - 21:15 |
| --------------------------------------------------------------------- | --------------------------------------------------------------------- | --------------------------------------------------------------------- |
|                                                                       | 貧窮貴公子 （2001年8月20日－2001年11月7日）                           |                                                                       |
| 流星花園（重播）（20:00 - 21:30） （2001年7月31日－2001年9月6日）     | 烈愛傷痕（重播） （2001年11月12日－2001年11月21日）                   |                                                                       |